# Bergepanzer M578
Der Bergepanzer M578 gehörte zur Ausstattung der leichten gepanzerten Truppen der US Army und wird dort als M578 ARV  (armored recovery vehicle) geführt.

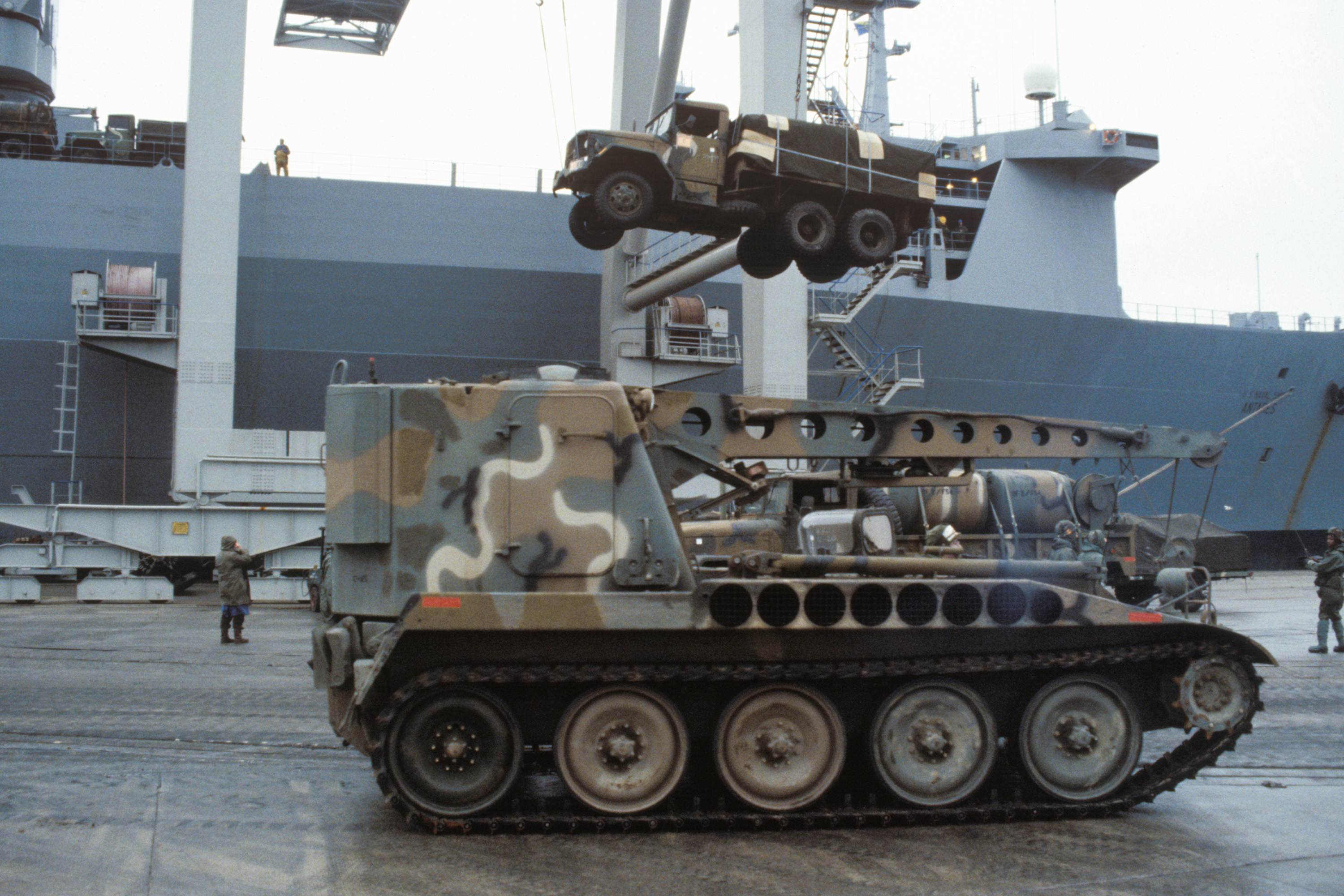
Ein Bergepanzer M578 bei Reforger 86

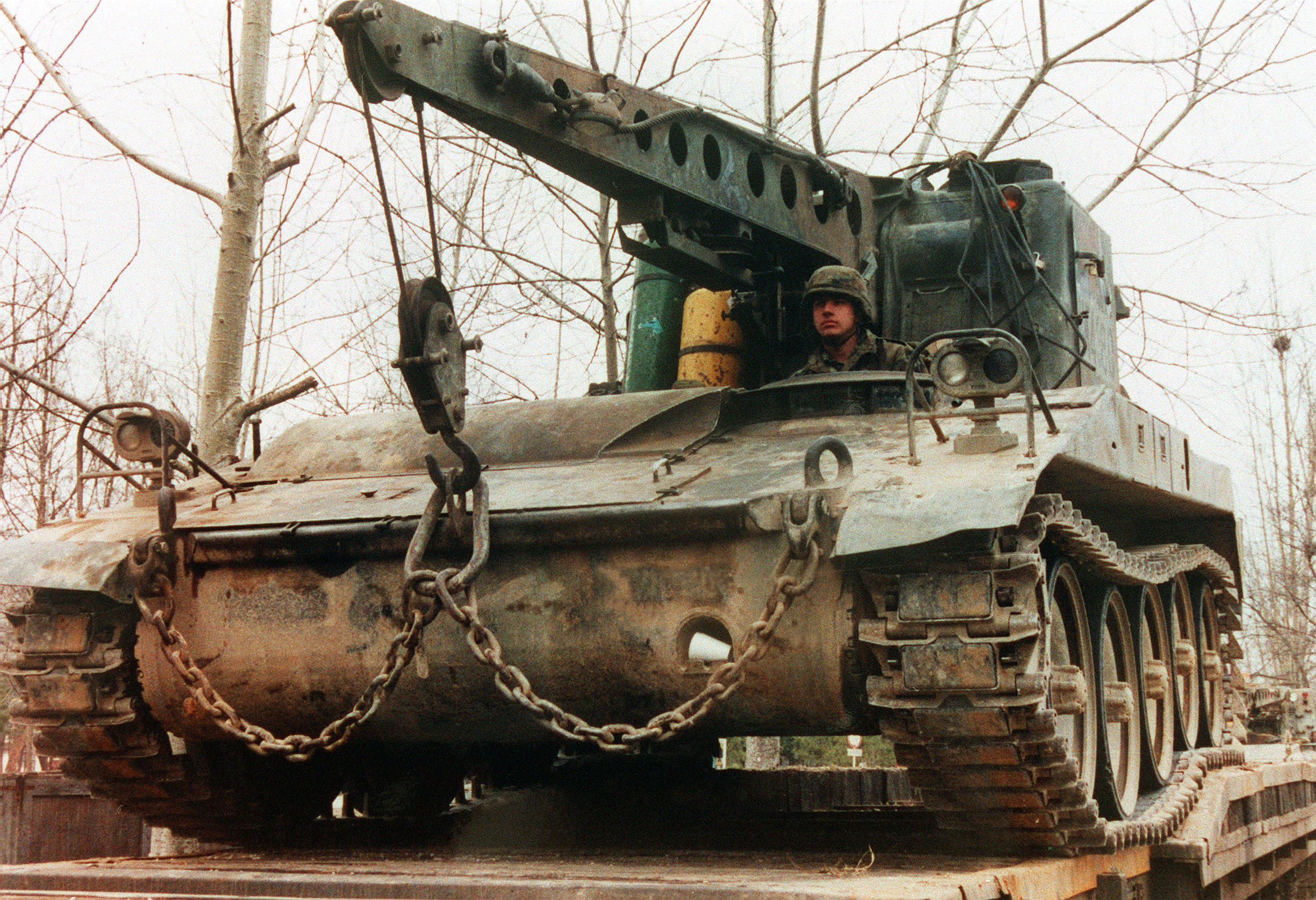
Bergepanzer M578

Nachdem sich der vorhandene Bergepanzer M74 als technisch überholt und für die mechanisierte Infanterie als zu langsam und unbeweglich erwiesen hatte, forderte die Truppe ein neues, den Verhältnissen besser angepasstes Fahrzeug.
Die Vorstellung des Prototyps mit der Bezeichnung T120 erfolgte 1959. Als Fahrgestell kam der Prototyp T235/236 zum Einsatz, der später auch für die Selbstfahrlafetten M107 und M110 übernommen wurde.

## Beschreibung
- Fünf Laufrollen, Frontantrieb, keine Kettenstützrollen und keine separate Kettenumlenkrolle
- Fertigung aus Aluminium mit nur schwacher Panzerung. Nur Schutz gegen Handwaffen und Splitter.
- Stützschild am Heck
- Motor vorn

## Technische Daten
- Länge Wanne: 5,72 m
- Breite: 3,15 m
- Seilwinde: 25 t Zugkraft
- Kran: 15,5 t Hubkraft
- Besatzung: 3
- Bodendruck: 0,81 kg/cm/2
- Höchstgeschwindigkeit: 56 km/h
- Fahrbereich: ca. 700 km
- Motor: 8-Zylinder-Dieselmotor Detroit Diesel 8V71T mit 298 kW (405 PS) bei 2300/min
- Kletterfähigkeit: 1,02 m
- Grabenüberschreitfähigkeit: 2,36 m
- Gewicht: 21 t
- Bewaffnung: 1 Maschinengewehr 12,7 mm Browning M2

Wurde der mechanisierten Infanterie und der selbstfahrenden Artillerie zugewiesen.